# Listă de cărți: H
Lista cărți: A - Ă - B - C - D - E - F - G - H - I - Î - J - K - L - M - N - O - P - Q - R - S - Ș - T - Ț - U - V - W - X - Y - Z
- Harry Potter de J.K. Rowling (1997 - 2007)
- Hector Servadac de Jules Verne (1877)
- Heterodoxia de Ernesto Sábato (1953)
- Hobbitul de J.R.R. Tolkien (1937)
- Hrana zeilor de H. G. Wells (1904)
- Heidi, fetița munților de Johanna Spiry (1880)